# Nucualofa
Nucualofa (em tonganês e inglês: Nukuʻalofa) é a capital do Reino de Tonga. A cidade está localizada na ilha de Tongatapu.
Nucualofa é o centro comercial, social e de transportes mais importante de Tonga. Concentra cerca de 23% da população do arquipélago.

## Demografia
A população da cidade de acordo com o censo de 30 de novembro de 2006 é de 23 658 habitantes e da região metropolitana o Grande Nucualofa de 34 311 habitantes. No censo anterior, realizado em 30 de novembro de 1996, a população da cidade era de 22 400 habitantes.
A cidade de Nucualofa é formada pela conurbação de três vilas, Kolofo'ou, Ma'ufanga e Kolomotu'a, cuja população corresponde a população urbana do país, ou seja, 23,2% de Tonga.
| Vila       | população total | homens | mulheres | distrito   |
| ---------- | --------------- | ------ | -------- | ---------- |
| Kolofo'ou  | 8 969           | 4 547  | 4 422    | Kolofo'ou  |
| Ma'ufanga  | 7 247           | 3 597  | 3 650    | Kolofo'ou  |
| Kolomotu'a | 7 442           | 3 716  | 3 726    | Kolomotu'a |
| Nucualofa  | 23 658          | 11 860 | 11 798   |            |

Ainda de acordo com o censo de 2006, a cidade possui 4 002 moradias e a região metropolitana 5 753 moradias.

## Geografia
Nucualofa está localizada na costa norte da ilha de Tongatapu, a ilha mais ao sul do arquipélago de Tonga, no oceano Pacífico Sul. A cidade possui uma área de 11,4 km² e a região metropolitana uma área de 34,8 km², está localizada a 3 metros acima do nível do mar.

### Clima
| Dados climatológicos para Nucualofa | Dados climatológicos para Nucualofa | Dados climatológicos para Nucualofa | Dados climatológicos para Nucualofa | Dados climatológicos para Nucualofa | Dados climatológicos para Nucualofa | Dados climatológicos para Nucualofa | Dados climatológicos para Nucualofa | Dados climatológicos para Nucualofa | Dados climatológicos para Nucualofa | Dados climatológicos para Nucualofa | Dados climatológicos para Nucualofa | Dados climatológicos para Nucualofa | Dados climatológicos para Nucualofa |
| Mês                                 | Jan                                 | Fev                                 | Mar                                 | Abr                                 | Mai                                 | Jun                                 | Jul                                 | Ago                                 | Set                                 | Out                                 | Nov                                 | Dez                                 | Ano                                 |
| ----------------------------------- | ----------------------------------- | ----------------------------------- | ----------------------------------- | ----------------------------------- | ----------------------------------- | ----------------------------------- | ----------------------------------- | ----------------------------------- | ----------------------------------- | ----------------------------------- | ----------------------------------- | ----------------------------------- | ----------------------------------- |
| Temperatura máxima recorde (°C)     | 32                                  | 32                                  | 32                                  | 31                                  | 31                                  | 29                                  | 29                                  | 28                                  | 29                                  | 29                                  | 30                                  | 31                                  | 32                                  |
| Temperatura máxima média (°C)       | 29                                  | 29                                  | 29                                  | 28                                  | 26                                  | 25                                  | 25                                  | 24                                  | 25                                  | 26                                  | 27                                  | 28                                  | 27                                  |
| Temperatura mínima média (°C)       | 22                                  | 23                                  | 23                                  | 22                                  | 20                                  | 18                                  | 18                                  | 18                                  | 18                                  | 19                                  | 21                                  | 21                                  | 20                                  |
| Temperatura mínima recorde (°C)     | 17                                  | 17                                  | 16                                  | 16                                  | 13                                  | 11                                  | 11                                  | 11                                  | 11                                  | 13                                  | 13                                  | 16                                  | 11                                  |
| Precipitação (mm)                   | 134,6                               | 190,5                               | 218,4                               | 129,5                               | 139,7                               | 109,2                               | 109,2                               | 137,2                               | 111,8                               | 99,1                                | 104,1                               | 127                                 | 1 610,4                             |
| Fonte: www.weatherbase.com 2-9-2010 |                                     |                                     |                                     |                                     |                                     |                                     |                                     |                                     |                                     |                                     |                                     |                                     |                                     |

## Transportes

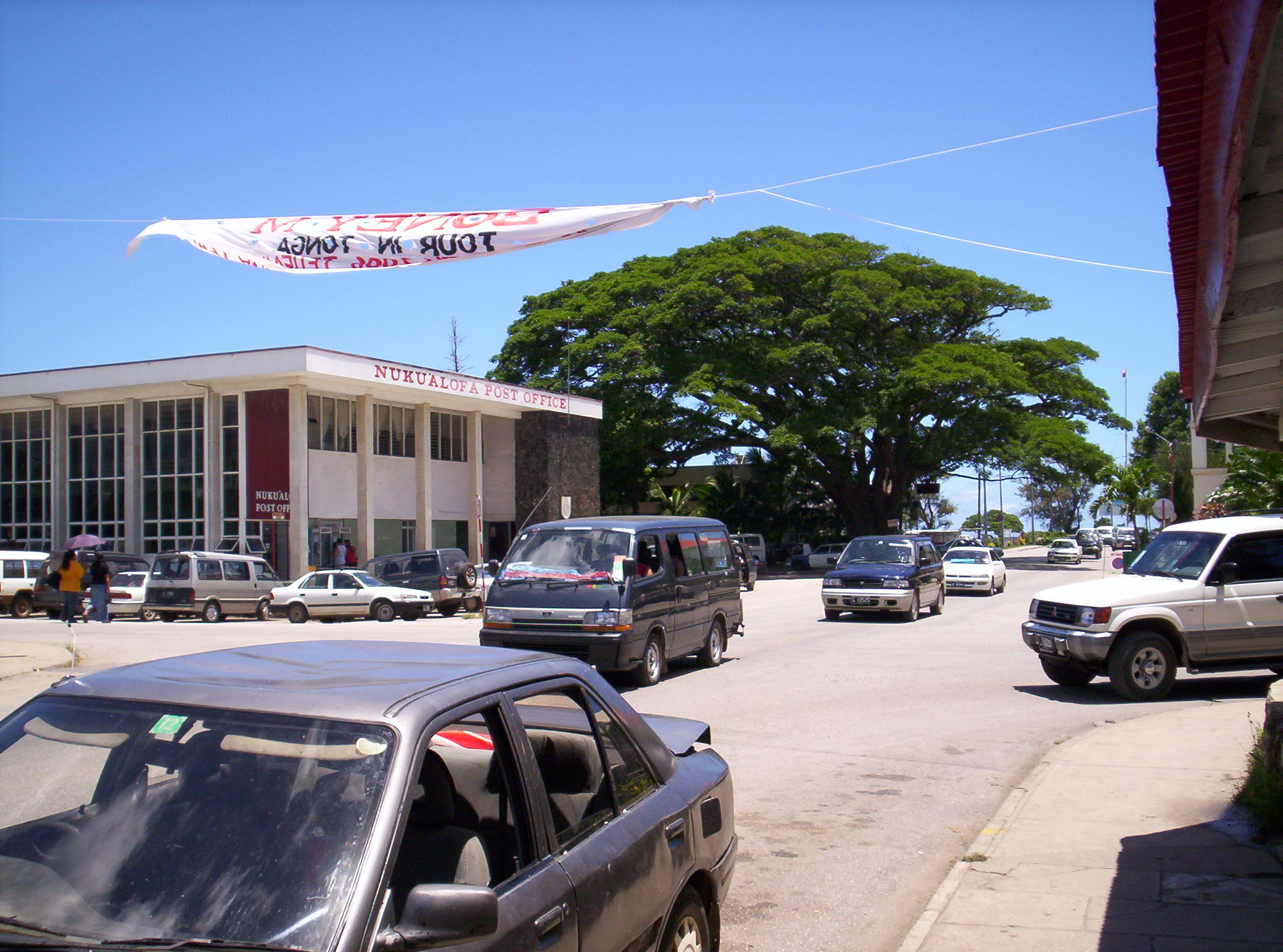
Transitório de uma rua em Nucoalofa

Nucualofa é o centro dos transportes em Tonga.
Os ônibus chegam e partem da estação central de ônibus localizada na Rua Vuna, próxima ao centro da cidade. Os serviços de ônibus são operados por particulares, e seus motoristas são livres para fixar seus próprios itinerários. As tarifas são fixadas pelo governo, com reduções para crianças estudantes. Os ônibus são geralmente lotados. Além disso, algumas escolas e grandes hotéis possuem seus próprios ônibus.
Existem também muitos táxis, todos particulares. Muitas pessoas que possuem um automóvel ganham um dinheiro extra oferecendo serviços de taxi. As tarifas de taxi também são fixadas pelo governo. A maioria das famílias possui seu automóvel próprio; poucos residentes usam bicicletas. Não há ferrovias ou bondes em Tonga.
O porto de Nucualofa é o único porto de águas profundas da ilha.
O transporte aéreo é oferecido pelo Aeroporto Internacional de Fuaʻamotu, no lado sul da ilha de Tongatapu, a 35 km de Nucualofa.

## Cidades-irmãs
- Whitby - Inglaterra, Reino Unido